# Xenonectriella zimmermannii
Xenonectriella zimmermannii is korstmosparasiet die behoort tot de familie Nectriaceae. In Nederland is het bekend van kapjesvingermos (Physcia adscendens). 

## Verspreiding
In Nederland komt Xenonectriella zimmermannii zeer zeldzaam voor.